# Abenaki
Abenaki (Abnaki, Wαpánahki) so plemenska zveza ameriških Indijancev na območju današnje ameriške zvezne države Maine, sosednjih predelih New Brunswicka v Kanadi, kot tudi v Vermontu in New Hampshireu v današnjih Združenih državah Amerike. Po nekaterih avtorjih (Sultzman) je bilo vseh Abenakov okoli 40.000 pred stikom.

## Ime
Abenaki sami sebe imenujejo Alnanbal ali (Alnôbak) 'ljudje', svojo deželo pa Ndakina ('naša dežela'). Ime Abenaki (in podobne različice) je prišlo od sosednjih algonkinskih plemen, katerih pomen je 'vzhodnjaki', 'ljudje vzhajajočega sonca' ali 'narod vzhajajočega sonca'. 

## Jezik
Abenaki jezik pripada družini algonquian, obstaja pa razlika med vzhodnim in zahodnim narečjem, danes priznanima kot samostojna jezika. Vzhodno narečje so govorila plemena Amaseconti, Androscoggin (Arosaguntacook), Kennebec (Norridgewock), Ossipee, Penobscot, Pequawket, Rocameca, Wewenoc in Indijanci iz rezervata Wolinak v Quebecu. Zahodno narečje so uporabljali Sokoki in Missisquoi. Plemena Maliseet in Passamaquoddy govorijo jezik malecite-passamaquoddy, danes edini živi jezik, ki ga govorita ti dve plemeni Abenakov.

## Plemena zveze
Plemena zveze so bila:
- Amaseconti,
- Androscoggin (Anasagunticook),
- Kennebec (Norridgewock),
- Maliseet,
- Ouarastegouiak,
- Passamaquoddy,
- Patsuiket,
- Penobscot,
- Pigwacket (Pequawket),
- Rocameca,
- Sokoki in
- Wewenoc (Wawenoc, itd.).

Danes Abenake delimo na vzhodne in zahodne. Vzhodni Abenaki so potomci plemen Amaseconti. Androscoggin, Kennebec, Ossipee, Pigwacket, Rocameca in Wewenoc. Ta plemena so se po vojnah morala umakniti kot zavezniki Francozov v Quebec, kjer še danes živijo v rezervatu Wolinak (Reserve of Wôlinak). Poznamo jih kot Abenake. Tako imenovani Zahodni Abenaki so v resnici pleme Sokoki ali Sokoni, ki so mimogrede asimilirali premagane algonkinske skupine Cowasuck (iz skupine Pennacook), prebivalce vasi Hoosac, iz skupine Mahican), pleme Missisquoi (ali Mazipskwik), pleme Squawkeag ali Squakheag (ki so po poreklu od Pocomtuc-a), dele Indijancev Schaghticoke (ki so po poreklu od Mahicanov; danes se ti Schaghticoke vodijo kot samostojno pleme). Sokoki so danes pogosto imenovani tudi z imenom St. Francis, naseljeni so v Quebecu v rezervatu Odanak ter v Vermontu in New Hampshireu. O plemenih Maliseet ali Malecite, Passamaquoddy in Penobscot se je od nekdaj govorilo kot o posebnih plemenih in se danes ne vodijo pod abenaškim imenom. Njihov obstanek na območju ZDA je bil dovoljen, kjer so dobili tudi zemljo, na kateri so bili ustanovljeni njihovi rezervati. Zveza Abenakov je bila ustanovljena zaradi zaščite pred napadi njihovih južnih sosedov Mohawk-Irokezov, plemena, ki je bilo z vsemi v vojni. Razpad zveze se začne leta 1724, ko so Angleži uničili njihovo glavno vas Norridgewock. Misijonar, oče Sebastian Rasle, je bil ubit, vas je bila požgana, Indijanci] so pobegnili v Kanado pod francosko zaščito.

## Družbena organizacija
- Abenaki so bili organizirani po klanih (ali rodovih), ti rodovi so bili nekoč eksogamni, poroka znotraj istega rodu je bila prepovedana, vendar se je ta prepoved izgubila že v času Lewisa H. Morgana (v 19. stoletju). V Morganovem času so imeli Abenaki naslednje rodove:

- 1. Mals'sŭm (Wolf; Volk).
- 2. Pis-suh' (Black Wildcat; divja /črna/ mačka).
- 3. Ah-weh'-soos (Bear; Medved).
- 4. Skooke (Snake; Kača).
- 5. Ah-lunk-soo (Spotted Animal; Pisana žival).
- 6. Ta-mä'-kwa (Beaver; Bober).
- 7. Ma-guh-le-loo' (Caribou; Karibu).
- 8. Kä-bäh'-seh (Sturgeon; Jeseter; riba iz družine Acipenseridae).
- 9. Moos-kwă-suh' (Muskrat; Pižmovka).
- 10. K’-che-gä-gong'-go (Pigeon Hawk; Mali sokol/Falco columbarius).
- 11. Meh-ko-ă' (Squirrel; Veverica).
- 12. Che-gwä'-lis (Spotted Frog; Pisana žaba).
- 13. Koos-koo' (Crane; Žerjav).
- 14. Mä-dä'-weh-soos (Porcupine; Ježevec).

Dedovanje pri Abenakih je potekalo po moški liniji, položaj sachema (poglavarja) pa je bil deden v rodu. Poligamija je obstajala, vendar je bila redka. Vsaka vas je imela 'hišo sveta' in vsako pleme vojnega in civilnega poglavarja.

## Življenje in običaji
Abenaki so prebivalci severa Nove Anglije in živijo podobno kot plemena juga Nove Anglije. Abenaki so bili lovci in ribiči, vendar so gojili tudi koruzo, fižol, 'buče' in tobak (sajenje se je začelo maja), nabirali so javorjev sok in iz njega kuhali sirup. Preživljali so se z gojenjem koruze, fižola in buč, ki so jih gojili na rodovitnih poplavnih ravnicah rek. Pleme Missisquoi z vzhodne obale jezera Champlain je imelo koruzo zasajeno na površini 250 akrov (ca. 101 hektarjev). Z lovom, ribolovom in nabiranjem so dopolnjevali svoje vire hrane. V nekaterih krajih, odvisno od lokacije, kjer je zemlja dajala slab pridelek, so zemljo pogosto gnojili z ribami, da bi povečali pridelek. Večji del leta so živeli razpršeni v majhnih skupinah, ki so jih sestavljale razširjene družine, od katerih je imela vsaka svoje lovsko ozemlje, po katerem so lovci pozimi tavali in ki se je dedovalo po očetovi liniji, po čemer se razlikujejo od svojih sosedov in krvnih sovražnikov Irokezov, ki so bili matrilinearni. Spomladi in poleti so se te skupine zbirale v bližini rek ali morske obale zaradi sajenja in ribolova. Te poletne vasi so bile včasih utrjene, odvisno od vojne nevarnosti, ki je pretila in so v povprečju imele okoli 100 prebivalcev in so bile za razliko od irokeških razmeroma majhne, z izjemo zahodnih Abenakov, Sokokov. Prevladovale so kupolaste nastanitve, wigwami, pokriti z brezovim lubjem. Pozimi, ko so bili razpršeni v majhnih skupinah, so živeli v stožčastih kočah, podobnih tipiju iz bizonove kože, vendar narejenih iz lesenega ogrodja, pokritega z lubjem. Svoje koče iz brezovega lubja so imenovali 'wigwâm', beseda je vstopila v angleški jezik in se kasneje internacionalizirala. Ime Abenaki je bolj geografska in jezikovna skupina kot politična in to zaradi njihovega pomanjkanja centralne oblasti. Plemena so se po potrebi, to je bila običajno vojna, združevala pod poveljstvom močnejšega sachema. Vendar je imel sachem tudi na plemenski ravni omejeno avtoriteto, za odločitve o vojni ali miru pa je bilo potrebno srečanje vseh odraslih oseb. Plemenska zveza Abenakov ni nastala vse do po letu 1670 in to kot odgovor na stalne boje z Irokezi in angleškimi kolonisti. Pogost problem je bil po mnenju francoskih vojaških častnikov, s katerimi so bili Abenaki v prijateljskih odnosih in v zavezništvu proti Angležem, nadzor, ki ga je imel nad svojimi bojevniki. Vsako abenaško pleme je imelo vojnega in civilnega poglavarja, ki so ga pri Penobscotih imenovali bashaba. Obstajala sta dva sveta, veliki in splošni. Splošni svet je sestavljal poglavar in dva moška iz vsake družine, veliki pa celotno pleme, vključno z ženskami. Vsaka vas je imela svojo ‘hišo sveta’. Abenaki imajo bogato mitologijo in celo vrsto kulturnih junakov. Najbolj znan je Glooskap, on je ustvarjalec sveta, poleg njega pa so še: Pomola, ptičja mitska kreatura; Tabaldak, ustvarjalec ljudi in Glooskapa. Dve glavni božanstvi sta Kechi Niwaskw (Gici Niwaskw) ali Tabaldak, on je ustvarjalec prvih ljudi. Prve ljudi, ki jih je ustvaril, so bili iz kamna, vendar z njimi ni bil zadovoljen, zato jih je uničil in ustvaril druge ljudi iz dreves, Abenaki pa so njihovi potomci. Tabaldak je Veliki duh, njegova nasprotnica pa je zlobna božanstvo Machi Niwaskw, ki prebiva na otoku v Atlantskem oceanu.
Poligamija je bila dovoljena, vendar redka. Svoje mrtve so pokopavali v grobovih, izkopanih v zemlji. Verjeli so tudi v nesmrtnost duše.

## Zgodovina
Prvi jih je morda opazil John Cabot leta 1498, po čemer so zaradi ribolova na Grand Banksu in na obalo vse pogosteje prihajali bretonski, baskovski, normanski in angleški ribiči. Leta 1604 sta prišla Samuel de Champlain in Pierre de Monts, ki sta zgradila utrdbo St. John ob izlivu reke St. Croix in začela stalno trgovino s krznom s plemeni Maliseet in Penobscot. Ker sta izbrala slabo lokacijo za svojo prvo postojanko, sta se morala umakniti čez zaliv Bay of Fundy v Port Royal na Novi Škotski, ozemlje, ki je pripadalo plemenu Mi'kmaq, vendar se je trgovina s krznom z Abenaki nadaljevala. Weymouth je leta 1605 prispel v deželo plemena Wewenoc, prvo stalno naselje pa je leta 1607/8 zgradila družba Plymouth ob izlivu reke Kennebec. Penobscoti so cveteli zahvaljujoč evropskemu trgovskemu blagu, do katerega so prišli s trgovino s Francozi, zato so začeli prevladovati nad drugimi plemeni Abenakov, ki so živela zahodno in južno. Pojavilo se je tudi rivalstvo za trgovino s krznom med Penobscoti in Mi'kmaqi, kar je leta 1607 eskaliralo v Tarrateensko vojno, ki je divjala 8 let, dokler jim ni uspelo ubiti Bashabe, penobscotskega sachema. Bashaba je bil ujet in ubit leta 1615, po čemer so Mi'kmaqi opustošili abenaška naselja v južnem Mainu in prodrli vse do Massachusettsa, kjer je divjala epidemija, ki je pomorila plemena južne Nove Anglije. Mi'kmaqi so se nato vrnili domov in s seboj prinesli bolezen, ki je pokosila ¾ domorodnega prebivalstva. Prvo sovraštvo z Angleži se je očitno začelo z ustanovitvijo kolonije leta 1607 na Penobscotu. Vojne so trajale vse do leta 1724, ko je bilo požgano njihovo glavno naselje Norridgewock, naslednje leto 1725 pa je bilo poraženo tudi pleme Pequawket. Plemena vzhodnih in zahodnih Abenakov so morala zapustiti Maine in so se naselila v Kanadi, Sokoki na rezervatu St. Francois, vzhodni Abenaki pa na rezervatu Wolinak. V Maine se niso nikoli več vrnili. Edini dve plemeni, ki danes v Mainu imata svoje rezervate, sta Penobscot in Passamaquoddy.

## Danes
Danes pleme Abenaki z rezervata Wolinak (Abenakis de Wôlinak; približno 400 jih je) živi od turizma in proizvodnje kanujev iz steklenih vlaken. Lastnih šol nimajo. Zastopa jih lokalni svet 'Conseil de bande des Abenakis de Wôlinak', ki je del 'Grand conseil de la nation Waban-Aki' (ali Velikega sveta naroda Abenaki). Pleme Sokoki je številčnejše, 1.500 na rezervatu Odanak in 2.500 v Vermontu in New Hampshireu. Vodijo se kot Sokoki-St. Francis Band of the Abenaki Nation. Houlton Maliseet štejejo približno 400 v Mainu, ostali Maliseeti živijo v Quebecu (več kot 400) in New Brunswicku (2000). Pleme Passamaquoddy (2500) živi na 3 rezervatih v Mainu: Pleasant Point, Peter Dana Point in Indian Township. Penobscot (2000) imajo svoj rezervat na istoimenski reki, na otoku Indian Island pri mestecu Old Town.